# Yanque
Yanque es una localidad peruana, capital del distrito homónimo ubicado en la provincia de Caylloma en el departamento de Arequipa. 
Se encuentra a 3420 m s. n. m. y tenía una población de 970 habitantes en 1993.
Las calles y plaza principal del pueblo de Yanque fueron declarados monumentos históricos del Perú el 23 de julio de 1980 mediante el R.M.:\P 0928-80-ED.

## Clima
| Parámetros climáticos promedio de Yanque | Parámetros climáticos promedio de Yanque | Parámetros climáticos promedio de Yanque | Parámetros climáticos promedio de Yanque | Parámetros climáticos promedio de Yanque | Parámetros climáticos promedio de Yanque | Parámetros climáticos promedio de Yanque | Parámetros climáticos promedio de Yanque | Parámetros climáticos promedio de Yanque | Parámetros climáticos promedio de Yanque | Parámetros climáticos promedio de Yanque | Parámetros climáticos promedio de Yanque | Parámetros climáticos promedio de Yanque | Parámetros climáticos promedio de Yanque |
| Mes                                      | Ene.                                     | Feb.                                     | Mar.                                     | Abr.                                     | May.                                     | Jun.                                     | Jul.                                     | Ago.                                     | Sep.                                     | Oct.                                     | Nov.                                     | Dic.                                     | Anual                                    |
| ---------------------------------------- | ---------------------------------------- | ---------------------------------------- | ---------------------------------------- | ---------------------------------------- | ---------------------------------------- | ---------------------------------------- | ---------------------------------------- | ---------------------------------------- | ---------------------------------------- | ---------------------------------------- | ---------------------------------------- | ---------------------------------------- | ---------------------------------------- |
| Temp. mín. media (°C)                    | 4.4                                      | 4.7                                      | 4.4                                      | 2.3                                      | 0                                        | -1                                       | -3                                       | -3                                       | -0.2                                     | 0.7                                      | 1.5                                      | 3.4                                      | 1.2                                      |
| Fuente: climate-data.org                 |                                          |                                          |                                          |                                          |                                          |                                          |                                          |                                          |                                          |                                          |                                          |                                          |                                          |

## Lugares de interés
- Aguas termales Chacapi[8]
- Aguas termales de Puye I, Puye II y Puye III[9]
- Andenerias de Llactacucho[10]
- Anfiteatro de Occolle[11]
- Centro artesanal El arte de bordar en El Colca-Yanque[12]
- Complejo arqueológico de Uyo Uyo[13]
- Cuevas de Pallaclli[14]
- La Pulpera[15]
- Maqueta Yuraccacca[16]
- Molino de piedra de Ccahuasa[17]
- Museo de Yanque[18]
- Pueblo de Yanque[2]
- Puente Cervantes[19]
- Templo de La Inmaculada Concepción[20]
- Tumbas Shininea[21]

## Galería

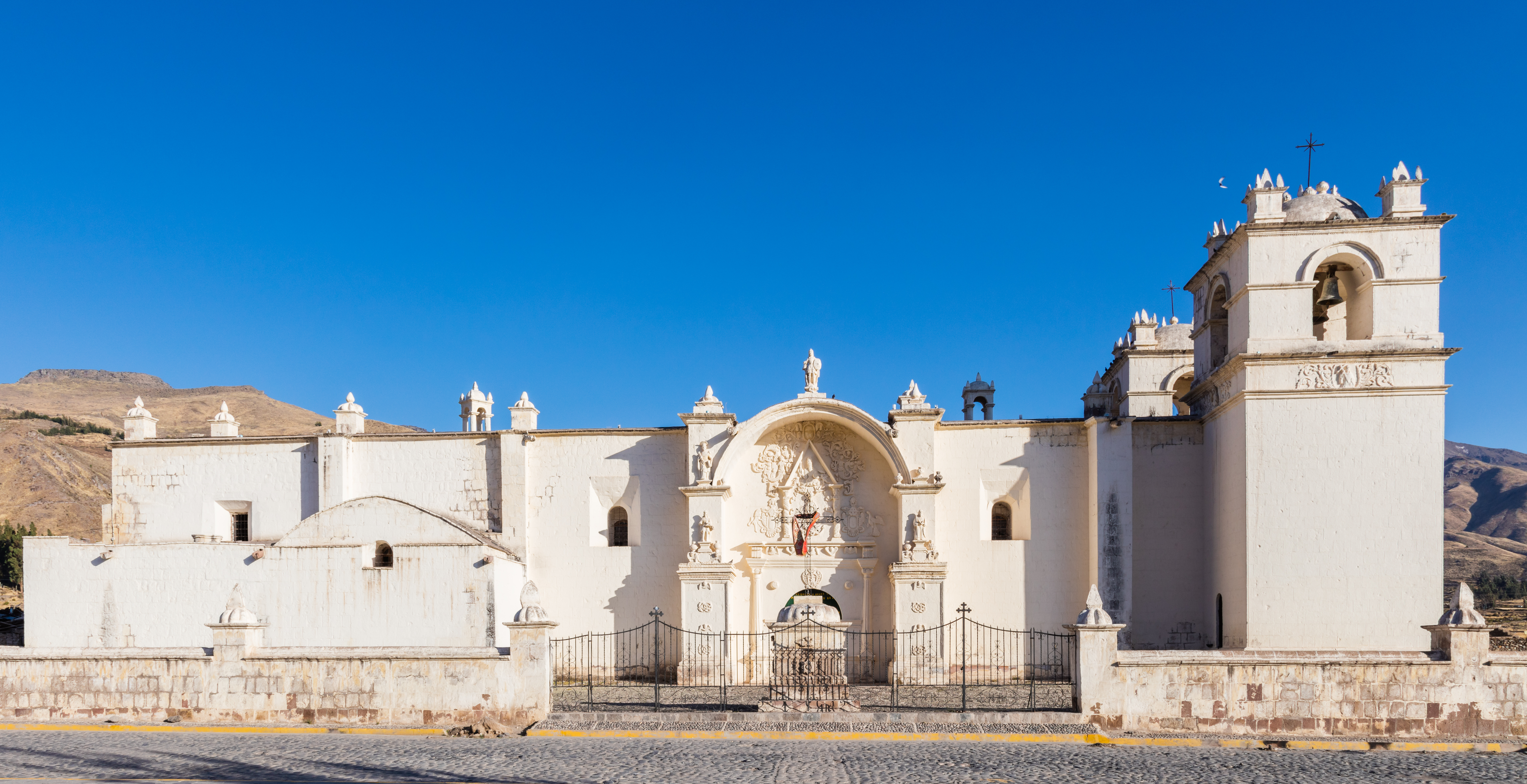
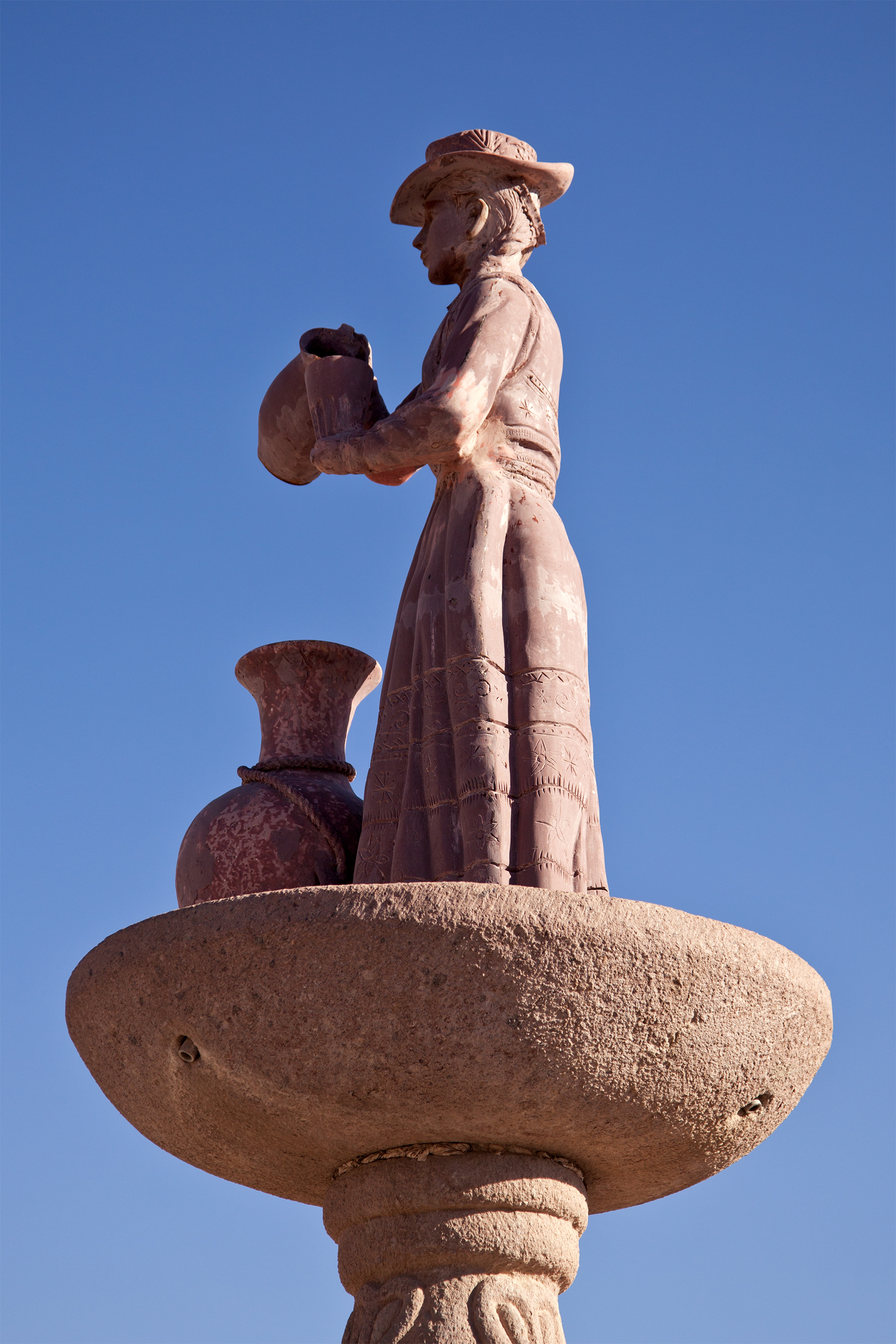
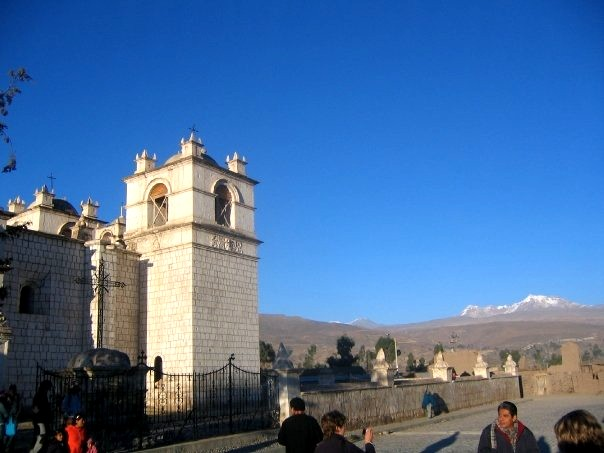
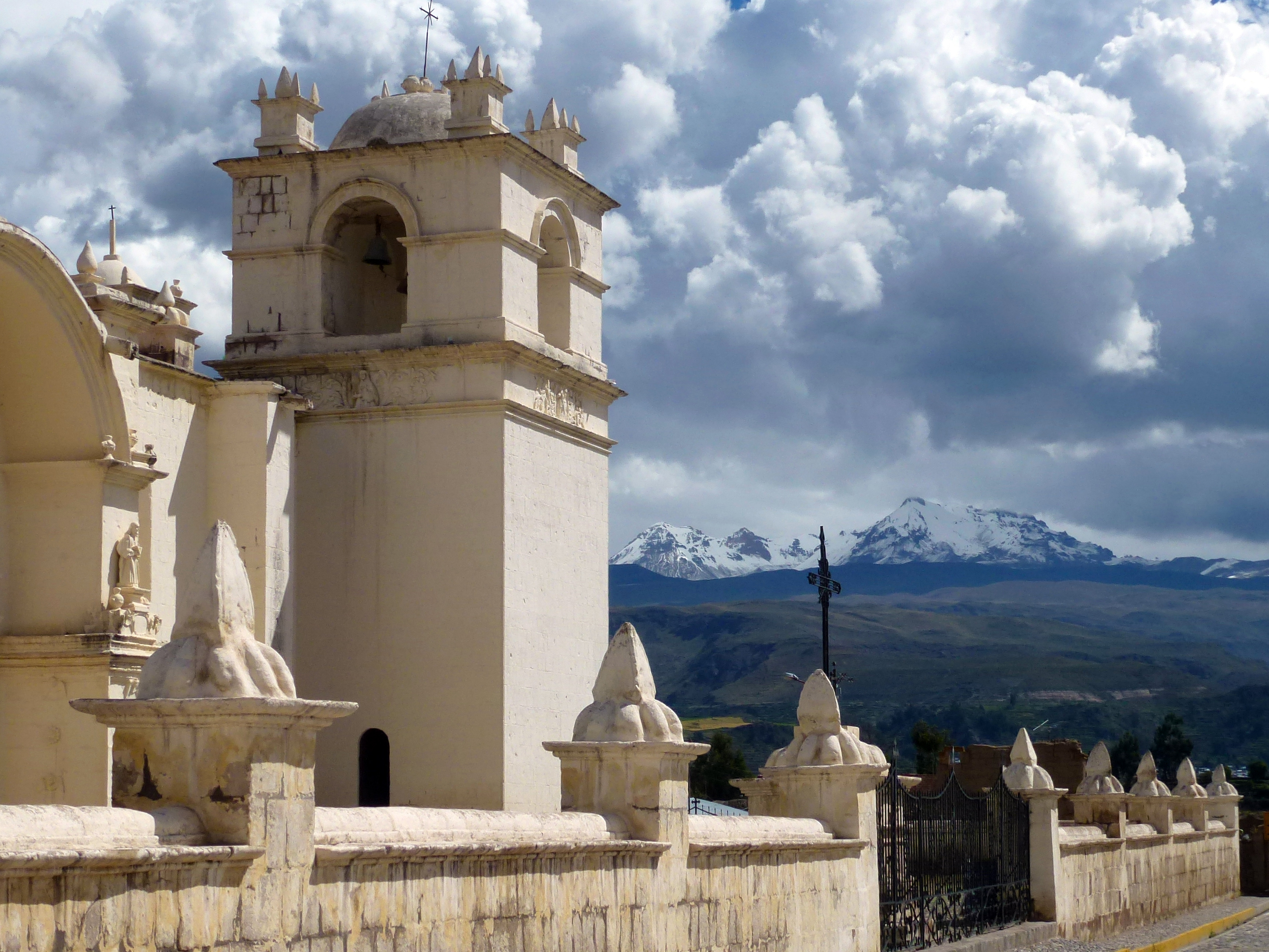